# Gosdorf
Gosdorf war bis Ende 2014 eine Gemeinde mit 1152 Einwohnern (Stand: 31. Oktober 2013) im Bezirk Südoststeiermark der Steiermark. Mit 1. Jänner 2015 wurde sie im Rahmen der Gemeindestrukturreform in der Steiermark mit den Gemeinden Eichfeld und Mureck zusammengeschlossen, die neue Gemeinde führt den Namen Mureck weiter.

## Geografie
Gosdorf liegt im Bezirk Südoststeiermark im österreichischen Bundesland Steiermark an der Mur, welche hier die Staatsgrenze gegen Slowenien im Süden ist.

### Gliederung
Die Gemeinde bestand aus drei Katastralgemeinden (Fläche Stand 31. Dezember 2023):
- Diepersdorf (261,79 ha)
- Fluttendorf (184,67 ha)
- Gosdorf (1.121,26 ha)

Das Gemeindegebiet gliederte sich in vier Ortschaften (in Klammern Einwohnerzahl, Stand 1. Jänner 2024):
- Diepersdorf (109)
- Fluttendorf (49)
- Gosdorf (531)
- Misselsdorf (478)

### Nachbargemeinden bis Ende 2014
| Sankt Peter am Ottersbach | Ratschendorf                                | Deutsch Goritz |
| Eichfeld                  | Kompassrose, die auf Nachbargemeinden zeigt | Halbenrain     |
| Mureck                    | Apače (Slowenien)                           |                |

### Eingemeindungen
Mit 1. Jänner 1969 wurden die zuvor selbständigen Gemeinden Diepersdorf und Fluttendorf bei der Gemeinde Gosdorf eingemeindet.

## Geschichte
Gosdorf wurde erstmals 1286 urkundlich als „Gocztichendorf“ erwähnt. Der Name geht auf den slawischen Personennamen *Gostĕchъ zurück. Die Aufhebung der Grundherrschaften erfolgte 1848. Die Ortsgemeinden Diepersdorf, Fluttendorf und Gosdorf als autonome Körperschaften entstanden 1850.
Nach Ende des Ersten Weltkriegs kam es zu Auseinandersetzungen mit der Laibacher „Nationalregierung für Slowenien und Istrien“ über die Zugehörigkeit des Gebiets.
Nach der Annexion Österreichs 1938 kamen die Gemeinden zum Reichsgau Steiermark. Am 9. Mai 1945 zogen sowjetische Soldaten im Raum Gosdorf ein. Von Juli 1945 bis 1955 waren die Gemeinden Teil der britischen Besatzungszone in Österreich.

### Bevölkerungsentwicklung der ehemaligen Gemeinde Gosdorf

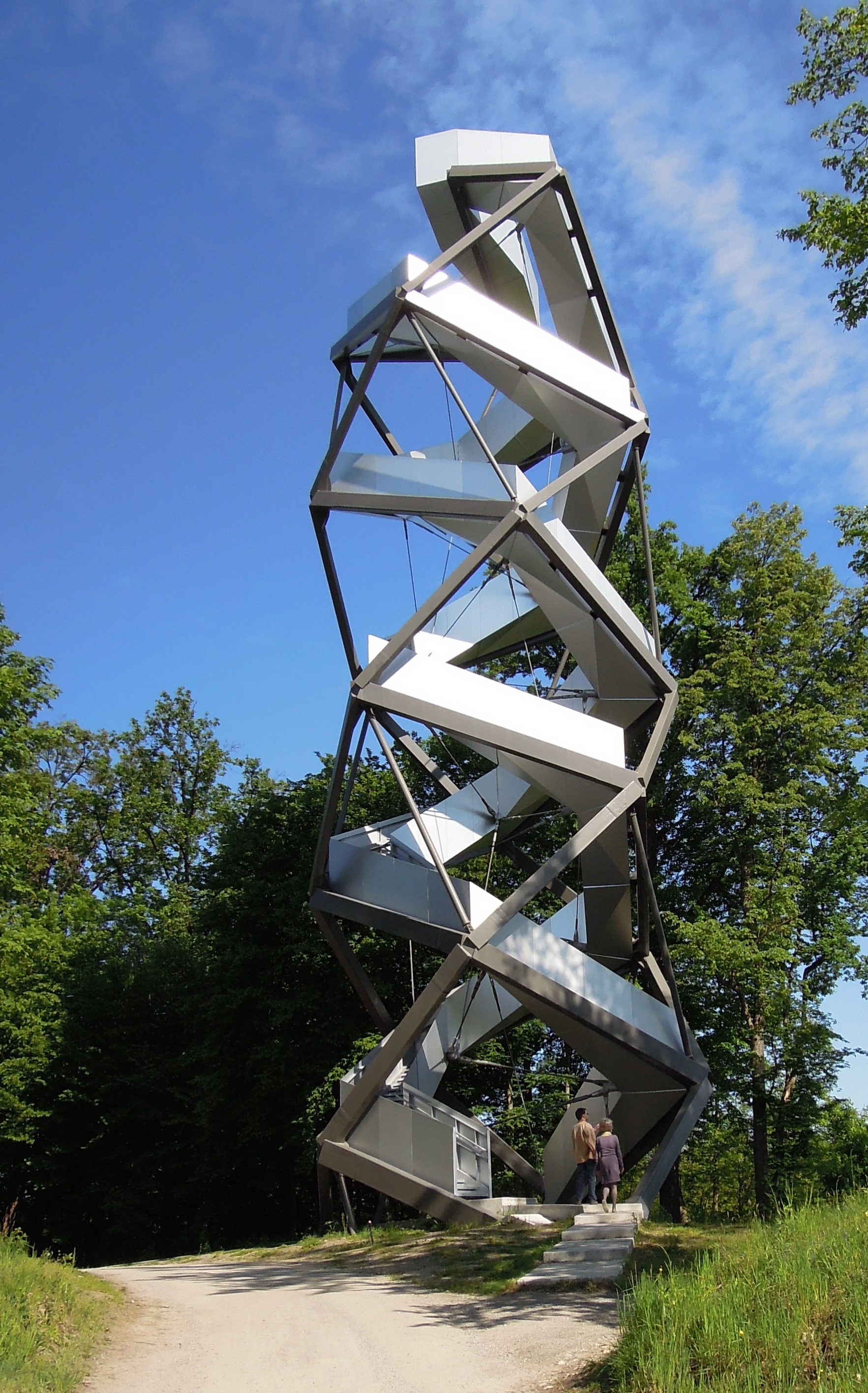
Murturm

## Verkehr
Gosdorf besitzt einen Bahnhof an der Radkersburger Bahn. Hier verkehren alle ein bis zwei Stunden Züge der S-Bahn Steiermark (Linie S51 Spielfeld-Straß–Bad Radkersburg).

## Kultur und Sehenswürdigkeiten
- Aussichtsturm Murturm, Auf- und Abgang als Doppelhelix verflochten, sehenswerter Metallbau, Aussicht über die Aulandschaft, die Mur und über die Südoststeiermark.

### Regelmäßige Veranstaltungen
- Weckruf: Der in Mureck bereits seit 1954 gepflegte Weckruf zum 1. Mai der Grenzlandtrachtenkapelle Mureck findet seit dem Jahr 2012 auch in Gosdorf statt.[6]

## Politik

### Bürgermeister
Bürgermeister war bis zur Auflösung der Gemeinde am 31. Dezember 2014 Anton Vukan (SPÖ).

### Chronik der Bürgermeister
| Gemeinde Gosdorf     | Gemeinde Gosdorf     | Gemeinde Gosdorf                                     |                 | Diepersdorf     | Diepersdorf             | Diepersdorf |
| von                  | bis                  | Name des Bürgermeisters                              | von             | bis             | Name des Bürgermeisters |             |
| -------------------- | -------------------- | ---------------------------------------------------- | --------------- | --------------- | ----------------------- | ----------- |
| 1914                 | 1920                 | Franz Stradner                                       |                 |                 |                         |             |
| 1920                 | 1938                 | Vinzenz Lackner                                      |                 |                 |                         |             |
| 1938                 | 1939                 | Heinrich Ottenbacher                                 |                 |                 |                         |             |
| 1939                 | 1940                 | Richard Baier                                        | 1918            | 1924            | Franz Retzer            |             |
| 1940                 | 1945                 | Vinzenz Schicker                                     | 1924            | 1928            | Josef Unger             |             |
| 1945                 |                      | Vinzenz Lackner (von der Besatzungsmacht eingesetzt) | 1928            | 1934            | Franz Pfeiler           |             |
| 1945                 | 1955                 | Alois Lang                                           | 1934            | 1938            | Anton Maier             |             |
| 1955                 | 1960                 | Johann Kremser                                       | 1938            | 1945            | Vinzenz Ornigg          |             |
| 1960                 | 1964                 | Anton Neuhold                                        | 1945            | 1963            | Rupert Trettan          |             |
| 1964                 | 1968                 | Alois Schwinger                                      | 1963            | 1968            | Josef Kern              |             |
| Großgemeinde Gosdorf | Großgemeinde Gosdorf | Großgemeinde Gosdorf                                 | ← Eingemeindung | ← Eingemeindung | ← Eingemeindung         |             |
| 01.01.1969           | 14.05.1975           | Alois Schwinger                                      |                 |                 |                         |             |
| 14.05.1975           | 04.12.1976           | Alexander Leber                                      |                 |                 |                         |             |
| 04.12.1976           | 15.08.1991           | Anton Wagner                                         |                 |                 |                         |             |
| 15.08.1991           | 19.12.1996           | Franz Dressler                                       |                 |                 |                         |             |
| 19.12.1996           | 26.04.2001           | Josef Neuhold                                        |                 |                 |                         |             |
| 26.04.2001           | 25.04.2003           | Josef Düß                                            |                 |                 |                         |             |
| 25.04.2003           | 18.09.2003           | Christian Fasching                                   |                 |                 |                         |             |
| 18.09.2003           | 27.10.2003           | Josef Düß (als Vizebürgermeister)                    |                 |                 |                         |             |
| 27.10.2003           | 31.12.2014           | Anton Vukan                                          |                 |                 |                         |             |

### Gemeinderat
Der Gemeinderat setzte sich nach der Gemeinderatswahl von 2010 wie folgt zusammen:
- 8 SPÖ
- 7 ÖVP

Er wurde mit 1. Jänner 2015 aufgelöst.

### Wappen
Blasonierung des 1971 verliehenen Wappens:
„In einem von Silber zu Grün geteilten Schild oben ein blauer wachsender, gezinnter Turm mit zwei durchbrochenen Fenstern, unten zwei silberne gekreuzte Schwerter.“

## Persönlichkeiten
- Johann Riedl (1808–1876), Theologe und Politiker